# Kolhápur

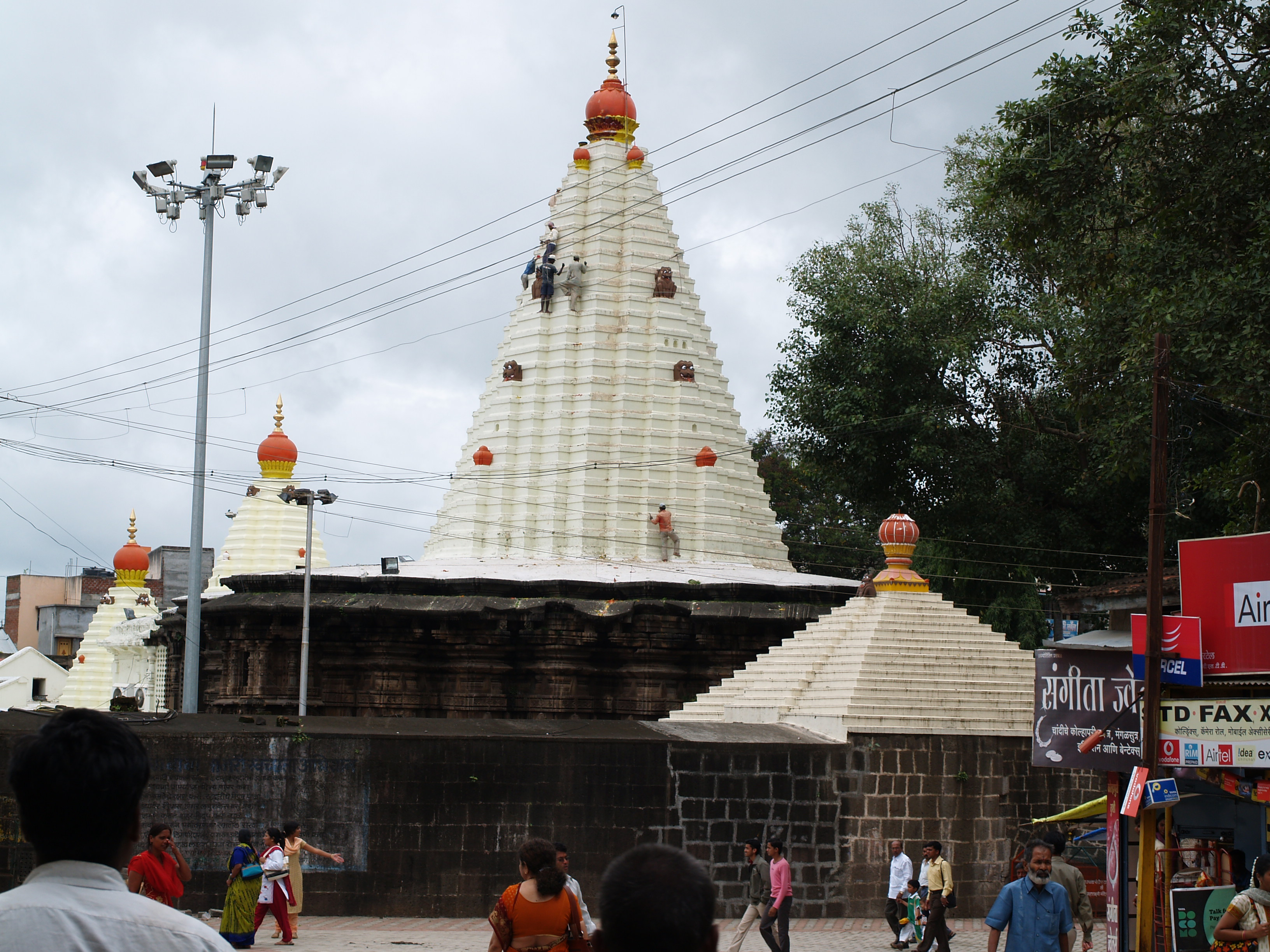
Srí Mahálaksmí-templom

Kolhápur (maráthi:  कोल्हापुर, angolul: Kolhapur) város Indiában, Mahárástra államban. Lakossága mintegy 550 ezer fő volt 2011-ben.
Kereskedelmi központ. Gazdaságában kiemelkedik a textilipar, lábbelikészítés, kézművesség, filmgyártás (Maharashtra Film Company), tejipar és a cukornád feldolgozás.
Mahárástra egyik fontos zarándokhelye a Sakti (anyaistennő)-kultusz miatt. Számos temploma közül a legnagyobb tisztelet az istenanyának szentelt Srí Mahálaksmí (Ambá Báí)-templomot övezi. A 7. században épült. A templom mögött a Régi Palota (Rádzs Váda) maradványa található, ahol a korábbi maharadzsa családtagjai még mindig laknak. Az Új Palota a városközponttól 2 km-re északra található. 1881-ben készült el. Mindkét palota látogatható. A várostól 20 km-re ÉNy-ra, Panhálában egy szép erőd látható, 7 km hosszú fallal.

## Fordítás
- Ez a szócikk részben vagy egészben  a   Kolhapur című angol Wikipédia-szócikk fordításán alapul.  Az eredeti cikk szerkesztőit annak laptörténete sorolja fel. Ez a jelzés csupán a megfogalmazás eredetét és a szerzői jogokat jelzi, nem szolgál a cikkben szereplő információk forrásmegjelöléseként.
- Ez a szócikk részben vagy egészben  a   Kolhapur című német Wikipédia-szócikk fordításán alapul.  Az eredeti cikk szerkesztőit annak laptörténete sorolja fel. Ez a jelzés csupán a megfogalmazás eredetét és a szerzői jogokat jelzi, nem szolgál a cikkben szereplő információk forrásmegjelöléseként.